# Дорнбірн (хокейний клуб)
«Дорнбірн» (нім. Dornbirner EC) — хокейний клуб із Дорнбірна, Австрія. Заснований у 1992 році. Виступає в Австрійській хокейній лізі. Домашні матчі приймає на «Мессештадіон», який вміщує 4 270 глядачів.

## Історія
Клуб заснований в 1992 році і став правонаступником аналогічного клубу. Вже 2001 команда дебютувала в Австрійський Національній лізі, а 2004 посіла друге підсумкове місце. У 2008 вперше здобуває перемогу в Національній лізі. Вдруге перемогу здобули через рік у 2010, а з 2012 є постійним учасником Австрійської хокейної ліги.

## Історичні назви
- 1992–2002	ХК Дорнбірн
- 2002–2005	ХК ТРЕНДамін Дорнбірн
- 2005–2008	ХК-ТРЕНД Дорнбірн
- 2008–2017	Дорнбірнер ХК
- 2017–	Дорнбірн Бульдогс

## Відомі хокеїсти
- Гарнет Екселбі
- Метт Бредлі
- Патрік Дероше
- Нік Зупанчич